# Історія пошти і поштових марок ЗУНР

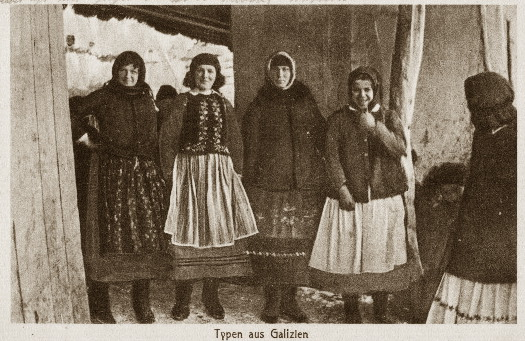
Листівка австро-угорської польової пошти : типи Галичини (1914)

Історія пошти Західно-Української Народної Республіки займає короткий період у роки Громадянської війни на території Західної України ( 1918 — 1919 ) та включає випуски поштових марок, наклейок та провізоріїв від імені цього тимчасового державного утворення, а також румунської армії.

## Ранній період
З 70-х років XVIII століття до листопада 1918 року території нинішніх Львівської, Івано-Франківської, а також південні та центральні райони Тернопільської областей перебували під владою Австро-Угорщини . У цей період регіон називався Східною Галичиною, і поштове звернення на його території визначалося порядком, встановленим для австрійської частини держави.

## Західноукраїнська народна республіка
У листопаді 1918 року у Східній Галичині було створено самопроголошену державу — ЗУНР, яка пізніше увійшла до Української Народної Республіки як Західна область. Столиця ЗУНР розташовувалась спочатку у Львові, потім у Станіславові (нині Івано-Франківськ ). На частину території Західноукраїнської народної республіки претендувала відроджена Польська держава, що призвело до збройних сутичок. У вересні 1919 року Польща визнала західноукраїнський уряд. За Ризьким договором 1921 року вся Західна Україна увійшла до складу Польщі.
За недовгий час свого існування ЗУНР емітувала власні поштові марки.

### «Львівський» та «коломийський» випуски

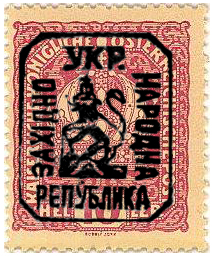
Поштова марка ЗУНР, « Львівський » випуск (1918)

Так званий львівський випуск — наддрук ручним металевим штемпелем у восьмикутній рамці міського герба Львова та назви республіки українською мовою «Західно-Українська народна республіка» чорною фарбою на чотирьох австрійських поштових марках — було вироблено у Львові 20 листопада 1918 року. Марки були у обігу у Львові два дні і пізніше деякий час у Станіславові, Ходорові та Коломиї.
« Коломийський » випуск — друкарська наддрук чорною фарбою у два рядки «Укр. н. Р. » та нового номіналу без вказівки валюти на чотирьох австрійських марках. Наддрук проводився в друкарні Браунера (Коломия).
Було також випущено беззубцеві реєстраційні ярлики для рекомендованих листів з наддруком вартості в сотиках на рожевому папері. Ярлик номіналом у 30 сотиків вийшов 12 грудня 1918, а 4 січня 1919 був випущений ярлик номіналом в 50 сотиків. За даними каталогу "Скотт" (2006), ця наклейка була введена в дію з 1 січня 1919 року, проте поштове відомство Коломиї не знало про відповідне рішення уряду ЗУНР приблизно до 7 січня. При цьому стара наклейка продовжувала використовуватися в комбінації з австрійськими 20 -гелеровими марками доти, поки її запаси не були витрачені, після чого почали застосовувати нову наклейку.

### «Станіславські» випуски

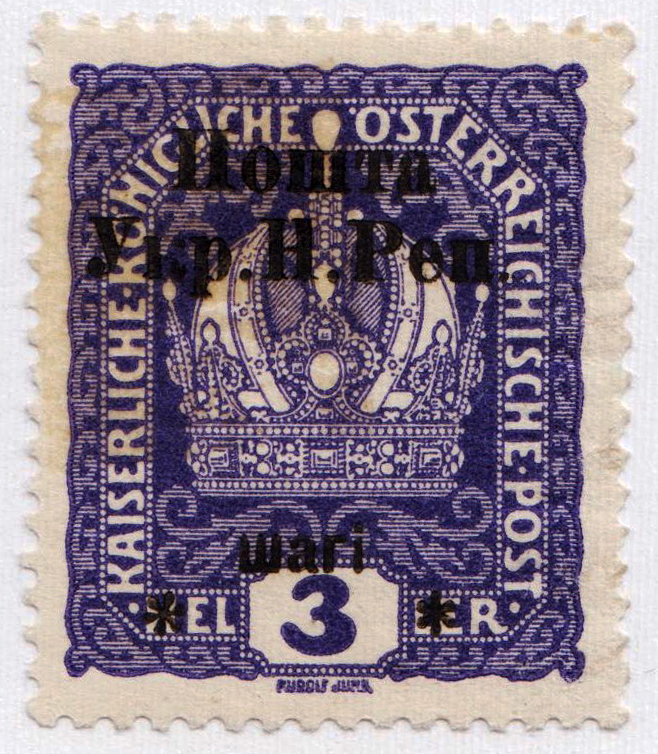
Австро-Угорщина. Військова пошта. 3 геллери із наддруком 3 шаги

Надалі було зроблено три « станіславські » випуски — наддрук на 48 австрійських поштових і трьох доплатних марках, 12 доплатних марках Боснії та 31 марці польової пошти Австро-Угорщини  .

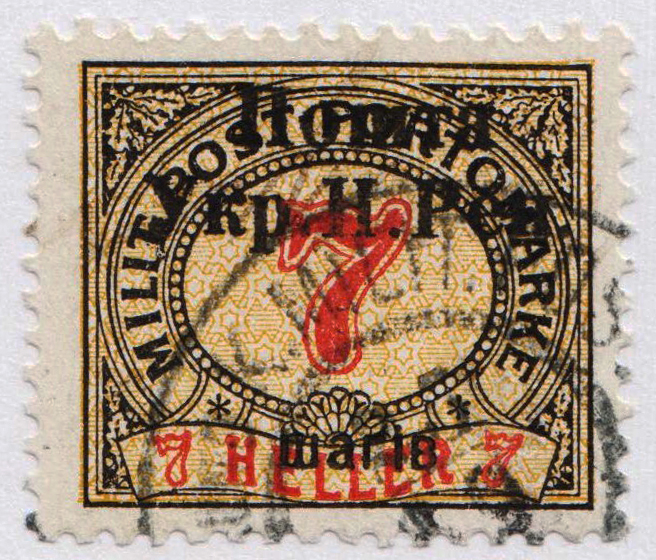
Австро-Угорщина. Військова пошта. 7 геллерів із наддруком 7 шагів

Перший «станіславський» випуск. 18 березня 1919 року у приватній друкарні у Станіславі було зроблено друкарські наддруки чорною фарбою у три рядки «Пошта Укр. Н. Реп. та найменування валюти на 19 австрійських марках. Наприкінці квітня відбувся повторний випуск — друкарська наддрукура чорною фарбою на десяти австрійських поштових та одній доплатній марках та одній марці польової пошти . Від попереднього випуску наддрук відрізнявся наявністю у верхній частині двох горизонтальних ліній, відсутністю зірочок та рознесенням складів у назві валюти: «ша — гів».
Другий «станіславський» випуск. 5 травня 1919 року було зроблено друкарський наддрук чорною фарбою у три рядки «Пошта Укр. Н. Реп. та найменування валюти на 12 доплатних марках Боснії. Після надрукування доплатні марки використовувалися як звичайні поштові. Пізніше було наддруковано 23 марки польової пошти Австро-Угорщини. З 8 по 13 травня 1919 року в Австрійської державної типографії  у Відні були виконані друкарські наддруки чорною фарбою тризубця та кутами марки «З. У. Н. Р.» на 19 австрійських марках. Каталог "Скотт" виділяє марки з наддруком тризубця в окремий випуск.
Третій «станіславський» випуск. З 9 по 12 травня 1919 року було зроблено друкарську наддрук чорною фарбою у два рядки «Пошта Укр. Н. Реп. та нової вартості на семи марках польової пошти Австро-Угорщини, а 12 липня того ж року – на двох доплатних марках Австрії.

« Станіславські » випуски (1919)
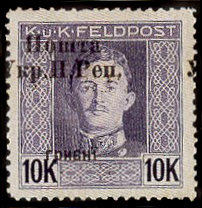
Марка другого випуску номіналом 10 гривень.
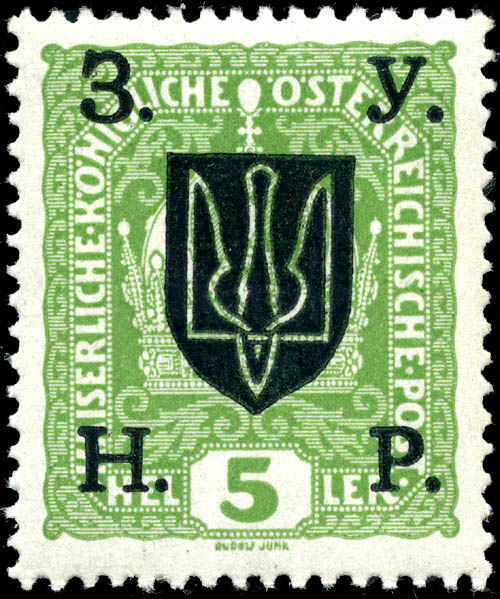
Марка другого випуску номіналом 5 гелерів.
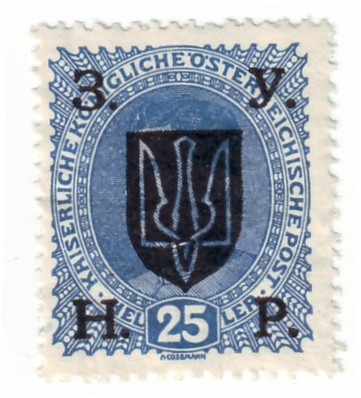
Марка другого випуску номіналом 25 гелерів.
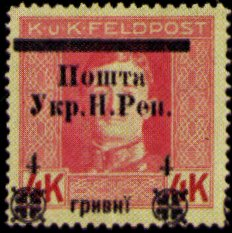
Марка третього випуску номіналом у 4 гривні.

## Видання, які не надійшли в обіг

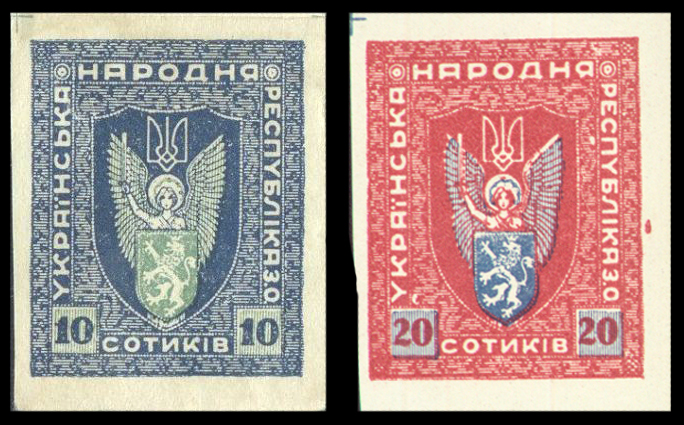
Марки першої серії Західної області Української Народної Республіки (1919)

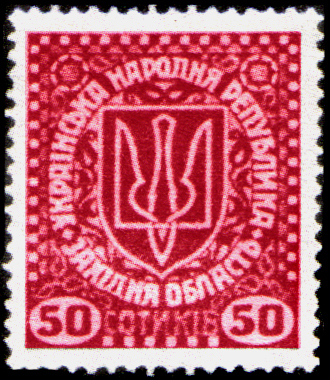
Марка другої серії Західної області Української Народної Республіки (1919)

У 1919 році адміністрацією Західної області Української Народної Республіки було замовлено у Державній друкарні Австрії дві серії марок оригінальних малюнків. На момент виконання замовлення, у травні 1919 року, УНР втратила контрольовану територію, і марки в обіг не надійшли. Майже весь тираж було знищено, крім невеликої частини, проданої покриття витрат на видання марок.
Перша серія включає три беззубцеві поштові марки номіналом в 10, 20 і 50 сотиків і дві зубцеві номіналом в 1 і 10 корон . На марках зображено алегорію єдиної України: комбінацію з трьох гербів — УНР, Києва та Львова та надано напис: «Українська Народна Республіка З. О. » .
Друга серія складається із 12 марок. На чотирьох з них зображений Архангел Михайло, на іншій четвірці - тризуб ( герб України ), а на решті - галицький лев; номінал від 5 сотиків до 3 корон; напис: «Українська Народна Республіка Західна область» . Цю серію поштових марок виявили лише 1954 року. Для Західної області УНР також було випущено дев'ять цілісних речей та три поштові формуляри .

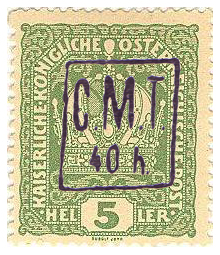
Поштова марка румунської військової адміністрації для окупованої території України з наддруком нового номіналу в 40 гелерів (1919)

## Випуск румунської військової адміністрації
24 травня 1919 року румунська армія окупувала територію Південної Галичини та Буковину. 14 червня  румунською військовою адміністрацією на австрійських поштових та доплатних марках, а також листівках було зроблено чорно-фіолетовий або фіолетовий наддрук абревіатури «С. М. Т. » ( рум. «Comandamentul Militar Territorial» - "Комендатура військової території" ) і нового номіналу в прямокутній рамці. Марки застосовувалися до 20 серпня 1919 року.
Одночасно на Західній Україні ходили 93 провізорії та 2 поштові наклейки  .